# Турков Ігор Леонідович
І́гор Леоні́дович Турко́в (7 лютого 1966 — 12 лютого 2015) — солдат 2-го батальйону спеціального призначення НГУ «Донбас», учасник російсько-української війни.

## Життєвий шлях
Загинув 12 лютого 2015 року. Того дня бійці батальйону зайшли в село Логвинове, що лежить на трасі Дебальцеве — Артемівськ, для проведення «зачистки» територій від залишків незаконних збройних формувань та виявили в лісосмузі танки противника. Внаслідок штурму в село по центру вдалося увійти лише двом ротам 30-ї бригади, бійці якої взялися встановлювати контроль над Логвиновим, зазнаючи втрат. Контроль над Логвиновим встановити не вдалося — дії військовиків скувала ударами ворожа артилерія, підрозділ десантників 79-ї бригади (мав синхронно увійти в село з флангу) потрапив під танковий обстріл; загін же 24-ї бригади взагалі не дістався Логвинового.
У цьому бою також загинули: Андрій Браух, Андрій Камінський, Роман Мельничук, Володимир Панчук, Анатолій Поліщук, Володимир Самоленко, Володимир Суслик, Микола Сущук, Володимир Шульга.
У липні 2017 року волонтери гуманітарної місії «Евакуація-200» доставили останки до м. Дніпро, ідентифікований за експертизою ДНК.
Похований 7 жовтня 2017 року в місті Дніпро на Краснопільському цвинтарі.
Залишилися мати, двоє старших братів, дружина та троє дітей: дві доньки і неповнолітній син.

## Нагороди та вшанування
- Указом Президента України № 270/2015 від 15 травня 2015 року — орденом «За мужність» III ступеня (посмертно)[1]